# Branchinecta
Branchinecta là một chi tôm trong họ Branchinectidae. Chi này có 60 loài, found on all continents except Africa và Australia. Branchinecta gigas, loài tôm đẹp khổng lồ, là loài lớn nhất trong bộ, với chiều dài lên đến 10 xentimét (4 in), và Branchinecta brushi sống ở nơi có cao độ cao nhất trong tất cả các loài giáp xác, với độ cao5.930 mét (19.460 ft), một kỷ lục nó chia sẻ với copepod Boeckella palustris.

## Các loài
- Branchinecta achalensis Cesar, 1985
- †Branchinecta barstowensis Belk and Schram, 2001[5]
- Branchinecta belki Maeda-Martínez, Obregón-Barboza & Dumont, 1992 [6]
- Branchinecta brushi Hegna & Lazo-Wasem, 2010[4]
- Branchinecta campestris Lynch, 1960
- Branchinecta coloradensis Packard, 1874
- Branchinecta constricta Rogers, 2006
- Branchinecta conservatio Eng, Belk & Eriksen, 1990 [7]
- Branchinecta cornigera Lynch, 1958
- Branchinecta dissimilis Lynch, 1972
- Branchinecta ferox (M. Milne-Edwards, 1840)
- Branchinecta gaini Daday, 1910
- Branchinecta gigas Lynch, 1937 [8]
- Branchinecta granulosa Daday, 1902
- Branchinecta hiberna Rogers & Fugate, 2001
- Branchinecta iheringi Lilljeborg, 1889
- Branchinecta kaibabensis Belk & Fugate, 2000
- Branchinecta lateralis Rogers, 2006
- Branchinecta leonensis Cesar, 1985
- Branchinecta lindahli Packard, 1883
- Branchinecta longiantenna Eng, Belk & Eriksen, 1990 [9]
- Branchinecta lynchi Eng, Belk & Eriksen, 1990 [10]: Tôm tiên hồ mùa xuân
- Branchinecta mackini Dexter, 1956
- Branchinecta mesovallensis Belk & Fugate, 2000
- Branchinecta mexicana Maeda-Martínez, Obregón-Barboza & Dumont, 1992 [11]
- Branchinecta minuta Smirnov, 1948
- Branchinecta oriena Belk & Rogers, 2002
- Branchinecta orientalis G. O. Sars, 1901
- Branchinecta oterosanvicentei Obregón-Barboza, et al., 2002
- Branchinecta packardi Pearse, 1912
- Branchinecta paludosa (O. F. Müller, 1788)
- Branchinecta palustris Birabén, 1946
- Branchinecta papillosa Birabén, 1946
- Branchinecta pollicifera Harding, 1940
- Branchinecta potassa Belk, 1979
- Branchinecta prima Cohen, 1983
- Branchinecta readingi Belk, 2000
- Branchinecta rocaensis Cohen, 1982
- Branchinecta sandiegonensis Fugate, 1993 [12]
- Branchinecta serrata Rogers, 2006
- Branchinecta somuncurensis Cohen, 1983
- Branchinecta tarensis Birabén, 1946
- Branchinecta tolli (G. O. Sars, 1897)
- Branchinecta valchetana Cohen, 1981
- Branchinecta vuriloche Cohen, 1985

## Hình ảnh

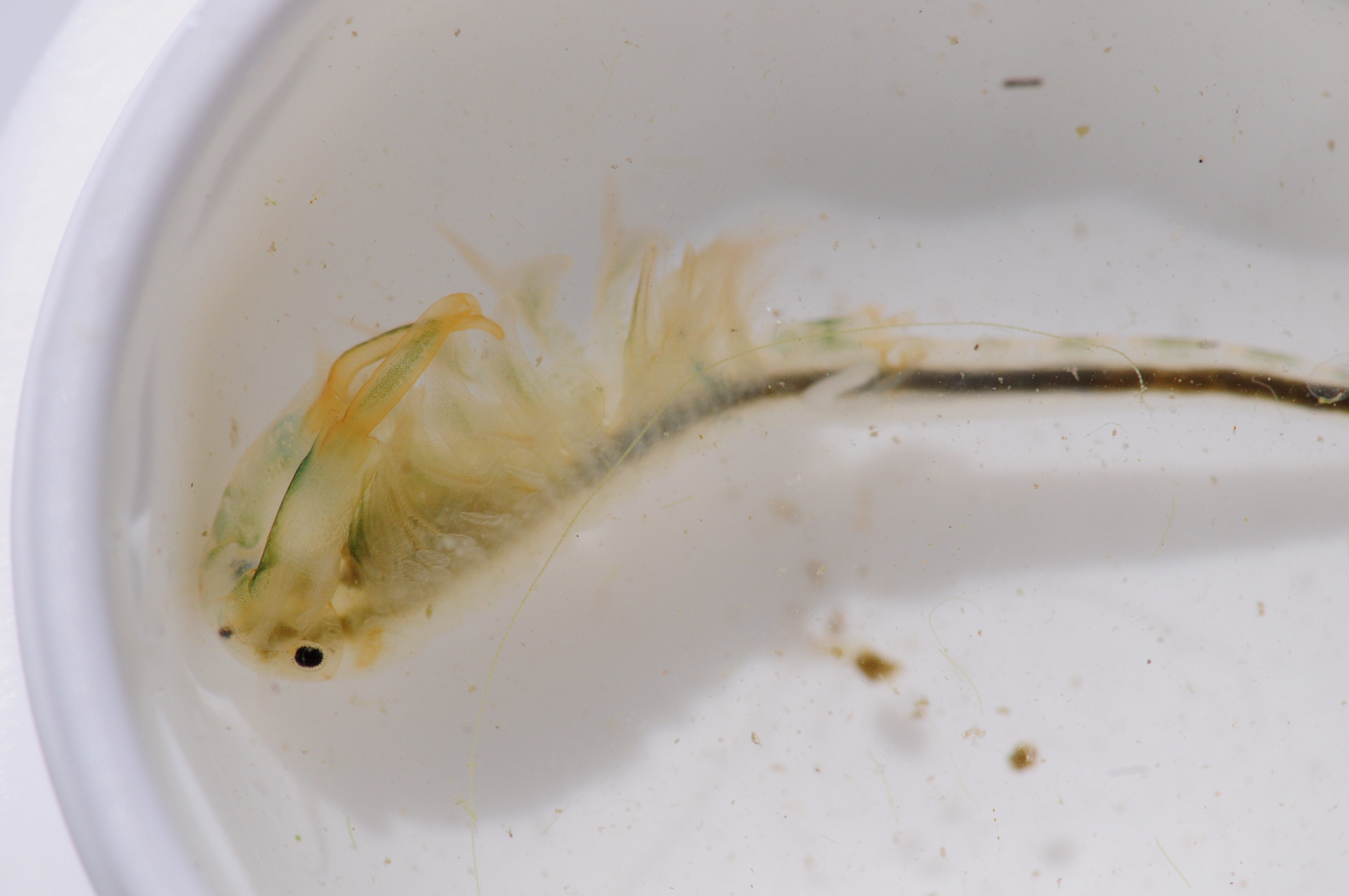